# Lepidopilum fontanum
Lepidopilum fontanum là một loài rêu trong họ Daltoniaceae. Loài này được Mitt. mô tả khoa học đầu tiên năm 1864.